# Rekreacijska matematika
Rekreacijska ili zabavna matematika  je grana matematike koja se bavi matematičkim pitanjima vezanim prvenstveno uz ljudsku zabavu u obliku misaonih igara. Obuhvaća mnoge igre i zagonetke iz više matematičkih oblasti, kao što su na primjer geometrija, logika, teorija brojeva. Značajan je njen doprinos u popularizaciji matematike, jer privlači široku publiku, budi joj zanimanje i potiče dalje učenje.

## Područje interesa
Rekreacijska matematika obuhvaća logičke i druge zagonetke koje zahtijevaju dedukciju, prosuđivanje, kao i neobične ili zabavne priče iz matematike i o matematičarima.

### Matematičke igre
Matematičke igre su igre čija se pravila, strategija i rezultat mogu proučiti i objasniti matematičkim pravilima. Igrači uopće ne moraju znati matematiku da bi igrali matematičke igre.

### Matematičke zagonetke
Matematičke zagonetke se ne mogu rješavati bez poznavanja matematike. Nema direktnog natjecanja među igračima, jer su namijenjene prvenstveno za jednog igrača, koji na osnovu datih uvjeta treba riješiti zagonetku.
Tu spadaju i neke zagonetke, kod kojih igrač ima utjecaj samo na početno stanje, kao što su, na primjer, fraktali.

### Ostalo
Drugi kurioziteti i razbibrige s netrivijanim matematičkim interesom (figure, mreža...) kao origami, na primjer.
Često su u govoru "matematičke igre" i "matematičke zagonetke" sinonimi, a poznate su i pod imenom "mozgalice".
Postoji dvostrana veza između igara i rekreacijske matematike: analizom igara dobile su se nove matematičke teorije, a isto tako iz matematičke teorije nastale su nove igre. Tako je na primjer teorija grafova nastala iz Eulerovog problema "Sedam mostova Königsberga", a ideja poznate igre Tetris iz poliomino figura.

## Publikacije
Od sredine XIX. stoljeća počinje značajnije objavljivanje zadataka rekreacijske matematike za širu publiku, prvo kao priloga u raznim općim časopisima, a zatim i kao posebnih časopisa i knjiga. Zadaci se još uvijek masovno objavljuju u novinama, periodičnim i namjenskim časopisima, ali je objavljivanje prošireno i na elektroničke medije, prvenstveno na Internet. Neki od značajnijih su:
- Scientific American, časopis pokrenut 1845. u kome su objavljivani mnogi radovi iz oblasti rekreacijske matematike u posebnim kolumnama
- Loyd's Puzzle Magazine, časopis u kome je Sam Loyd objavljivao svoje zagonetke
- Eureka, časopis Matematičkog društva Sveučilišta Cambridge, u kome su surađivali mnogi poznati matematičari, pokrenut 1939.
- Vjesnikov kviz, Zagrebački enigmatski list

## Poznati autori
- Lewis Carroll (1832. – 1898.)
- Sam Loyd (1841. – 1911.)
- Édouard Lucas (1842. – 1891.)
- Henry Dudeney (1857. – 1930.)
- Jakov Perelman (1882. – 1942.)
- Martin Gardner (1914. – 2010.)
- Raymond Smullyan (1919.)
- John Horton Conway (1937.)

## Vanjske poveznice
- Hrvatsko matematičko društvo
- Loydova knjiga "The Cyclopedia of Puzzles" iz 1914.
- Henry Dudeney na Project Gutenberg
- Lewis Carroll na Project Gutenberg